# Comité national pour la Papouasie occidentale
Le Comité National de la Papouasie occidentale (en indonésien Komite Nasional Papua Barat ou KNPB) a été créé le 19 novembre 2008 par des ONG de la province de Papouasie en Indonésie. Il fait campagne d'une manière non-violente pour un référendum dans les provinces de Papouasie et de Papouasie occidentale. Le droit à l'auto-détermination n'est pas à son ordre du jour pour l'instant, même si l'exercice de ce droit figure dans l'accord signé entre les gouvernements des Pays-Bas et de l'Indonésie et l'ONU en 1962.
L'organisation a fait circuler clandestinement de villages en villages, pendant plusieurs mois, une pétition pour un referendum d'autodétermination. Celle-ci a recueilli 1,8 million de signatures (sur une population totale de 4,5 millions de personnes) et a été remis début 2019 à l'ONU.
Une trentaine de militants du KNPB ont été tués par les forces de sécurité indonésiennes entre 2008 et 2015, et des dizaines d'autres emprisonnés.